# پوهلدی
پوهلدی (به چکی: Pohledy) یک منطقهٔ مسکونی در جمهوری چک است که در ناحیه سویتاوی واقع شده‌است. پوهلدی ۱۹٫۹۱ کیلومتر مربع مساحت و ۳۳۴ نفر جمعیت دارد و ۴۹۵ متر بالاتر از سطح دریا واقع شده‌است.